# ناحیه بروک آن در لیتا
ناحیه بروک آن در لیتا (به آلمانی: Bruck an der Leitha District) یک ناحیه در اتریش است که در نیدراسترایش واقع شده‌است. ناحیه آن در لیتا ۹۸٬۲۴۴ نفر جمعیت دارد.